# Marcel Prins
Marcel Prins  (Ibadan (Nigeria), 18 december 1962) is een Nederlandse documentairemaker.
Hij studeerde aan de Nederlandse Film en Televisie Academie en heeft daarna gewerkt als cameraman. Hij werkte samen met Leon Giesen in het productiebedrijf The Good Guys.

## Documentaires
Aan de volgende documentaires werkte Prins mee:
- Thermisch water (1987)
- Typisch Tupperware (1988)
- Home Away from Home (1989)
- De schaker en de dame (1989)
- De Finales (1990)
- Wakers en dromers(1994)
- Dans met de duivel (in korte broek) (1997)
- Het oog als oor (1997)
- Noorderlicht - Het virus Diana (1998)
- Panorama 2000 - Dakdromen (1999)
- The Ghost of Memphis (1999)
- Van America helemaal naar Amerika (1999)
- Alles doet het nog (2000)
- Zalm en ik (2000)
- 5 jan 64  (2001)
- Mondo Leone (2001)
- Edo (2002)[1]
- Een kus voor de eeuwigheid (2003)
- Stedman (2003)[2]
- Het misdrijf van Abraham Prins (2004)[3] genomineerd voor het Gouden Beeld 2005
- Daarom ben ik hier (2017)[4]
- Stad van Verlangen (2019)[5]
- De Waarde van Water (2020)[6]
- Heeft mams mij bij moeder gekocht? (2022)[7]
- ‘Een vergeten uittocht’; hoe de Joden verdwenen uit het Midden-Oosten en Noord-Afrika (2023)[8]

## Boeken
- Andere Achterhuizen (2010) (verhalen van Joodse onderduikkinderen)
- Ondergedoken als Anne Frank (kinderboek)vertaald in het Duits, Engels en Spaans
- Zin in werk
- Broodje heimwee (2015)
- Joodse huizen (2015) Verhalen over vooroorlogse bewoners (mede auteur) verhaal over Manus Degen
- Vergeet je naam (2023) (verhalen van Joodse onderduikkinderen)